# Ołeksandr Kornijenko
Ołeksandr Serhijowycz Kornijenko, ukr. Олександр Сергійович Корнієнко (ur. 12 maja 1984 w Kijowie) – ukraiński polityk, dziennikarz i konsultant, deputowany, przewodniczący partii Sługa Ludu (2019–2021).

## Życiorys
Absolwent Kijowskiego Instytutu Politechnicznego, na którym studiował w latach 2001–2007 i uzyskał magisterium z technologii chemicznej. Kształcił się też w zakresie psychoterapii w Niemczech i na Ukrainie. Przez kilka lat pracował jako dziennikarz. Był też menedżerem grupy rockowej, działał w stowarzyszeniu twórczym, założył organizację młodzieżową SIM, zajmującą się organizacją twórczego wypoczynku i edukacji młodzieży. W 2010 podjął działalność jako trener biznesu i konsultant do spraw rozwoju, udzielał się w różnych kampaniach wyborczych.
W 2018 został bliskim współpracownikiem Wołodymyra Zełenskiego, koordynował skupiający wolontariuszy projekt „ZeKomanda”, organizował obsadzanie komisji wyborczych. Dołączył do prezydenckiej partii Sługa Ludu, kierował jej sztabem wyborczym w przedterminowych wyborach w 2019. W tych samym wyborach uzyskał mandat posła do Rady Najwyższej IX kadencji. W listopadzie 2019 zastąpił Dmytra Razumkowa na funkcji przewodniczącego partii Sługa Ludu. W październiku 2021 został pierwszym wiceprzewodniczącym Rady Najwyższej, w następnym miesiącu na czele partii zastąpiła go Ołena Szulak.